# Augustin-Jean-François Chaillon de Jonville
Augustin-Jean-François Chaillon de Jonville est un magistrat français, né le 7 septembre 1733 à Bruxelles et mort le 8 décembre 1807 à Paris.

## Biographie
Son père est gentilhomme ordinaire du roi et ministre plénipotentiaire auprès de la république de Gênes.
Admis comme conseiller au Parlement de Paris en 1752, en la Grand-Chambre, il passe maître des requêtes et entre au Conseil du roi en 1762. Il est membre de la Commission spéciale envoyée en Bretagne, avec Calonne{ comme procureur, pour juger La Chalotais en 1765. 
Doyen des maîtres des requêtes, avec séance de conseiller d'État, il est président du Grand Conseil en 1768.
Membre du Conseil du roi jusqu'en 1789, il émigre à cette époque et ne rentre en France qu'après l'amnistie accordée aux émigrés.[Quand ?]
Il était substitut général de l'Ordre maçonnique en France,,

## Publications
- La Révolution de France prophétisée, ainsi que ses causes infernales, ses effets sinistres, et ses suites heureuses, qui seront une restauration générale et une réforme complète de tous les abus en 1792 (1793)
- La révolution de France prophétisée... (1791)
- Supplément à "La Révolution de France prophétisée..." (1791)
- La vérité dévoilée (1789)
- Apologie de la Constitution française ; ou États républicain et monarchique, comparés dans les histoires de Rome et de France (1789)